# Brisco
Brisco, de son vrai nom British Alexander Mitchell, né le 28 juin 1983 à Opa-locka, en Floride, est un rappeur américain. Il réside actuellement en France.

## Biographie

### Jeunesse
Mitchell est né et a grandi à Opa-locka en Floride. Sa mère est morte lorsqu'il avait neuf ans, et quatre ans plus tard, à l'âge de treize ans, son frère est tué à son tour dans un accident de voiture.

### Carrière
Mitchell rencontre E-Class, le fondateur de Poe Boy Entertainment, en 1997. Celui-ci l'encourage à exprimer sa dure vie passée en rappant. Mitchell signe chez Poe Boy quelques années plus tard, et reçoit son premier paiement de l'assurance-vie de sa mère en 2001. Mais il dépense les 400 000$ en six mois.
En 2006, Mitchell, connu sous son nom de scène Brisco, est invité sur l'album de DJ Khaled Listennn... the Album (The Future of Dade) et celui de Rick Ross Port of Miami (I'm a G, aussi accompagné de Lil Wayne. Lil Wayne signe Brisco sur Cash Money Records en novembre de la même année. Brisco commence alors à enregistrer un album pour Poe Boy et Cash Money, Street Medicine, en 2007 avec en singles les titres I'm Into Dat et Opa-locka. Il participe également à la mixtape de Lil Wayne, Da Drought 3, sur une chanson intitulée New Cash Money. Pour son premier album, Street Medicine, Brisco publie le single principal intitulé On the Wall en featuring avec Lil Wayne. L'album est initialeme,nt prévu pour le 10 décembre 2010,.
Brisco continue à collaborer sur de nombreuses chansons les deux années suivantes, avec des apparitions sur les albums We the Best de DJ Khaled ou Tha Carter III de Lil Wayne. Il sort son propre single, intitulé In the Hood en featuring avec Lil Wayne. Durant sa carrière, Brisco se querelle avec quelques rappeurs, comme Gucci Mane, OJ Da Juiceman et Waka Flocka Flame à la suite de son morceau Waka Blacka. Gucci Mane réplique sur un titre de son dernier album, Heavy.
En octobre 2012, Brisco publie un single intitulé Chocolate Dream, produit par Fatboi.

## Discographie

### Album studio
- À paraître : Street Medicine

### Mixtapes
- 2007 : The New Ca$h Money (Hosted by DJ Kronik)
- 2007 : The Product 2 (Hosted by DJ Dephtone)
- 2008 : The Underworld Rise (Hosted by DJ Drama)
- 2008 : From Dade to Duval (Hosted by DJ Bigga Rankin)
- 2008 : Black Bags & Yellow Tape (Hosted by DJ Kronik)
- 2009 : The Wait Is Over (Hosted by DJ Kronik)
- 2009 : From Dade to Duval Vol. 2 (Hosted by DJ Bigga Rankin)
- 2009 : Revenge
- 2010 : OG Kush (4-20 Edition)

### Singles

#### En tant qu'artiste principal
| Année | Titre                                       | Classement            | Album           |
| Année | Titre                                       | Hot R&B/Hip-Hop Songs | Album           |
| ----- | ------------------------------------------- | --------------------- | --------------- |
| 2007  | I'm Into Dat                                | —                     | Street Medicine |
| 2007  | In the Hood (feat. Lil Wayne)               | —                     | Street Medicine |
| 2008  | Just Know Dat (feat. Flo Rida et Lil Wayne) | 113                   | Street Medicine |
| 2010  | On the Wall (feat. Lil Wayne)               | —                     | Street Medicine |

#### En collaboration
| Année | Titre                                          | Classement            | Album          |
| Année | Titre                                          | Hot R&B/Hip-Hop Songs | Album          |
| ----- | ---------------------------------------------- | --------------------- | -------------- |
| 2008  | La La (Lil Wayne feat. Brisco et Busta Rhymes) | 106                   | Tha Carter III |